# نونوكسينول
النونوكسينول المعروف أيضًا باسم نونوكسينول أو بولي إيثيلين جلايكول نونيل فينيل إيثر هو عبارة عن خليط من المواد الخافضة للتوتر السطحي غير الأيونية المستخدمة كمنظفات أو مستحلبات أو عوامل ترطيب أو عوامل إزالة الرغوة. أكثر مركبات النونوكسينول-9 التي نوقشت شيوعًا هي مبيد للنطاف ، تمت صياغته بشكل أساسي كمكون من مكونات الرغوة والكريمات المهبلية. وُجد أن النونوكسينول يتأيض إلى نونيلفينول مجاني عند إعطائه لحيوانات المختبر. أركوبال-N60 ، مع 6 وحدات إيثيلين غليكول في المتوسط هي مادة خافضة للتوتر السطحي مستخدمة ذات صلة.

## الإنتاج
يتم إنتاج نونوكسينول عن طريق إيثوكسيلين ألكيل فينول وتختلف في عدد مجموعات إيثوكسي المتكررة (أوكسي-1، 2-إيثانديل) مما يؤدي إلى نونوكسينول-4 ، نونوكسينول-7 ، نونوكسينول-9 ، نونوكسينول-14 ، نونوكسينول-15 ، نونوكسينول-18 ، نونوكسينول-40 ، نونوكسينول-30 ونونوكسينول-50. المرادفات الأخرى هي البولي إيثيلين جلايكول (PEG)-7 نونيل فينيل إيثر، PEG-14 نونيل فينيل إيثر، PEG-18 نونيل فينيل إيثر و PEG-50 نونيل فينيل إيثر. مشتق السلائف نونيلفينول من الفينول وخليط من نونيني.

## الاستخدام
تم استخدام النونوكسينول كمنظفات ومستحلبات وعوامل ترطيب في مستحضرات التجميل ، بما في ذلك منتجات الشعر وعوامل إزالة الرغوة. تم استخدام النونوكسينول -9 فقط الذي يحتوي على 9 مجموعات إيثوكسي متكررة كمبيد للحيوانات المنوية والكريمات المهبلية والكريمات والواقي الذكري.

## مخاوف السمية
ازدادت المخاوف بشأن التأثير البيئي لهذه المركبات منذ التسعينيات. هذه المواد الخافضة للتوتر السطحي لها وظيفة إستروجين خفيفة إلى متوسطة. وبالتالي، تم تقييد هذه الفئة من المنظفات بشكل فعال للتطبيقات التجارية «التي يتم التخلص منها» في أوروبا، ولم تعد الولايات المتحدة تستخدم هذه المركبات. مصنعي الغسيل. في 14 يناير 2016، عدلت المفوضية الأوروبية القيود الحالية على إيثوكسيلات نونيل فينول (NPE) بموجب تشريع تسجيل وتقييم وترخيص وتقييد المواد الكيميائية (REACH) ، مما حد من مخلفات NPE على مواد النسيج إلى 0.01٪ بالوزن، اعتبارًا من 3 فبراير، 2021. في السابق، كان استخدام NPE محظورًا داخل الاتحاد الأوروبي، ولكن لم يكن هناك حد لمستوى بقايا NPE على المواد المستوردة.
في 13 أغسطس 2008، ذكرت صحيفة جوتنبرج بوستن السويدية العثور على مستويات عالية من NPE في ملابس بيورن بورغ الداخلية. وجد تحقيق عام 2011 المستويات المتبقية من NPE في عينات من الملابس من 14 علامة تجارية تم بيعها في الولايات المتحدة ، بما في ذلك أديدياس ويونيكلو وكالفين كلاين وH&M ولاكوست وكونفيرس.